# Eftervederlag
Eftervederlag er en økonomisk godtgørelse som efter bestemte regler udbetales i en periode til en minister, et folketingsmedlem, en europaparlamentariker, en borgmester eller en højtstående embedsmand efter vedkommendes afgang fra sin post.
 Der er for få eller ingen kildehenvisninger i denne artikel, hvilket er et problem. Du kan hjælpe ved at angive troværdige kilder til de påstande, som fremføres i artiklen.

| Økonomi | Spire Denne artikel om økonomi er en spire som bør udbygges. Du er velkommen til at hjælpe Wikipedia ved at udvide den. |